# Oxyopes scalaris
Oxyopes scalaris är en spindelart som beskrevs av Nicholas Marcellus Hentz 1845. Oxyopes scalaris ingår i släktet Oxyopes och familjen lospindlar. Inga underarter finns listade i Catalogue of Life.